# Tsingoni
Tsingoni là một xã thuộc tỉnh hải ngoại Mayotte của Pháp, trên Ấn Độ Dương.